# Гродеково (район імені Лазо)
Гроде́ково (рос. Гродеково) — село у складі району імені Лазо Хабаровського краю, Росія. Входить до складу Могильовського сільського поселення.

## Населення
Населення — 1152 особи (2010; 1227 у 2002).
Національний склад (станом на 2002 рік):
- росіяни — 89 %